# Ritterhude
Ritterhude település Németországban, azon belül Alsó-Szászország tartományban. Lakosainak száma 14 942 fő (2023. december 31.).

## Népesség
A település népességének változása:
| Lakosok száma | 14 598 | 14 703 | 14 688 | 14 800 | 15 033 | 14 942 |
|               | 2016   | 2017   | 2019   | 2021   | 2022   | 2023   |